# نظام غذائي لكوكب صغير
إن كتاب نظام غذائي لكوكب صغير (Diet for a Small Planet) هو الكتاب الأكثر مبيعًا في عام 1971م والذي ألفته فرانسيس مور لابي، وهو الكتاب الرئيس الأول الذي ينتقد إنتاج اللحوم المغذاة على الحبوب ويعتبرها مخربة ومساهمة في ندرة الغذاء حول العالم. أشارت المؤلفة بقولها إن تناول نظام غذائي مرتكز على الكوكب يعني اختيار الأفضل بالنسبة للأرض ولأجسامنا- وهو إجراء يومي يذكرنا بقدرتنا على تكوين عالم أكثر عقلانية.
لقد بيع أكثر مما يزيد عن ثلاثة ملايين نسخة من الكتاب وكان موضوعه مبدعًا نظرًا لإظهاره أن الجوع في العالم ليس سببه نقص الغذاء لكنه راجع إلى انتهاج سياسة غذاء غير فعالة. إضافة إلى المعلومات المتعلقة بإنتاج اللحوم وتأثيرها على الجوع، أبرز الكتاب قواعد بسيطة لنظام غذاء صحي ومئات من وصفات الطهي الخالية من اللحوم.
ونظرًا لكون المؤلفة على دراية بأن جمهورها ينتابه الشك في أن النظام الغذائي النباتي بمقدوره إمداد الجسم بكمية كافية من البروتين، فقد تم تخصيص جزء كبير من الكتاب لتقديم نظريتها البروتينات التكميلية، والتي تسمى أيضًا اتحاد البروتينات. تعد هذه النظرية إحدى الطرق لتناول أغذية نباتية مختلفة معًا بحيث يتوافق نمط الحمض الأميني الموجودة بها مع تلك الأحماض الموجودة في الأغذية الحيوانية. وعلى الرغم من أن المؤلفة لابي كانت محقة عند قولها بأن ذلك الاتحاد سينتج عنه بالفعل شكل أكبر من أشكال البروتينات المشابهة لتلك الموجودة في اللحوم، فإنه من غير الضروري أيضًا:أن تحتوي الأغذية النباتية بمفردها على جميع الأحماض الأمينية التي يحتاجها الإنسان، بكميات تكفي للنمو والمحافظة على الصحة؛ من ناحية أخرى، ينبغي النظر بعين الاعتبار إلى بعض الحالات التي يكون فيها نقص في كميات أحماض أمينية معينة حيث من الممكن أن يتسبب هذا النقص في تأثير سلبي على الصحة. يعني هذا من ناحية أخرى أن محاكاة تركيب البروتينات الحيوية لا يعد أمرًا ضروريًا لتغذية الإنسان. بعد توضيح هذه النقطة، سحبت لابي فكرة اتحاد البروتينات في الذكرى السنوية العاشرة لإصدار الكتاب في عام 1981م:
"لقد ركزت في عام 1971م على فكرة اتحاد البروتينات نظرًا لاعتقادي بأن الطريقة الوحيدة للحصول على البروتين الكافي... كانت إيجاد بروتين مشابه من ناحية صلاحية استخدام الجسم له لذلك البروتين الحيواني. نظرًا للصراع مع الأسطورة الخرافية المتمثلة في كون اللحم الأسلوب الغذائي الوحيد للحصول على بروتين عالي الجودة، فقد أكدت على أسطورة خرافية جديدة. لقد أعطيت الانطباع المتمثل في أنه لكي تحصل على بروتين كافٍ دون تناول اللحوم، عليك إبداء قدر كبير من الاهتمام عند اختيار الأغذية. لقد كان الأمر في حقيقته أسهل بكثير مما اعتقدته.
"يوجد خطر ضئيل ناتج عن نقص البروتين في أي نظام غذائي نباتي وذلك من خلال ثلاثة استثناءات مهمة. تتمثل هذه الاستثناءات في اعتماد الأنظمة الغذائية بشكل كبير على:
1. الفاكهة
2. بعض الدرنيات، مثل البطاطا أو المنيهوت
3. الأطعمة التي تفتقد القيمة الغذائية (الطحين المكرر، والسكريات، والدهون).

لحسن الحظ، تحاول مجموعة صغيرة نسبيًا من البشر حول العالم البحث عن أنظمة غذائية تكون هذه الأطعمة المصدر الوحيد فعليًا للحصول على سعرات حرارية. في جميع الأنظمة الغذائية الأخرى، في حال حصول الأشخاص على كميات كافية من السعرات الحرارية، فإنهم يكونون متأكدين فعليًا من الحصول على كميات كافية من البروتين.”
كان الراعي للإصدار الأول، الذي نشرته دار النشر Ballantine، جمعية أصدقاء الأرض (Friends of the Earth). احتوى هذا الإصدار على وصفات طهي معتمدة على التركيبات التكميلية وتبعه مجموعة، Recipes for a Small Planet (وصفات طهي لكوكب صغير) التي ألفتها إلين بوكمان إيوالد، التي تحتوي على مقدمة كتبتها لابي.
أنشأ كل من فرانسيس مور لابي وجوزيف كولينز في عام 1975م المؤسسة الخاصة بسياسة التنمية والغذاء (الغذاء أولاً) التي تم تأسيسها في كاليفورنيا لإطلاع الأمريكيين على أسباب الجوع في العالم. في عام 2006م، أقدمت ابنة فرانسيس، آن لابي، على خطوة أكبر تجاه تحقيق أهداف الكوكب الصغير من خلال كتابها، Diet for a Hot Planet : The Climate Crisis at the End of Your Fork and What You Can Do About It (نظام غذائي لكوكب ساخن: أزمة المناخ على طرف شوكتك وما الذي يمكنك فعله تجاهها) (ISBN 978-1-59691-659-3). كشفت آن الارتباط الموزع بين إنتاج الغذاء وتغير المناخ وأوضحت كيفية قدرتنا على تناول غذاء أفضل لنا وللكوكب.

## الموضوعات التي شملها الكتاب
- الجزء الأول: ضياع مهمة الأرض—البروتين في المشروعات الزراعية في الولايات المتحدة
- الجزء الثاني: تسبب نظرية البروتين في انهيار الأرض—البروتين في تغذية البشر
- الجزء الثالث: الأكل من الأرض: نظرية البروتين المطبقة—يتضمن جداول بقيم الأطعمة وشرحًا يربط البروتينات بالسعرات الحرارية والعوامل الاقتصادية
- الجزء الرابع: دمج الأطعمة الخالية من اللحوم لزيادة قيم البروتينات—إرشادات ووصفات طهي
- الملاحق والملاحظات والفهرس